# 6 Days to Air
6 Days to Air: The Making of South Park é um documentário televisivo americano dirigido por Arthur Bradford. Foi lançado em 9 de outubro de 2011 pelo Comedy Central e narra o processo de produção do seriado animado South Park. A produção foi bem recebida pela crítica especializada e recebeu uma indicação ao prêmio Emmy em 2012.

## Produção
Arthur Bradford propôs a ideia de documentar o processo de produção de South Park. Ele era amigo de Trey Parker e Matt Stone havia quase duas décadas e já havia trabalhado com eles no programa How's Your News?. Inicialmente, Stone rejeitou a proposta de Bradford, pois não gostavam de ter câmeras no estúdio, entre outras razões. No entanto, a situação mudou quando Bradford foi solicitado a filmar um documentário sobre o musical The Book of Mormon. Embora esse documentário não tenha se concretizado, com o décimo quinto aniversário de South Park, a ideia original de Bradford foi aceita pelos criadores da série.

## Sinopse
6 Days to Air começa com os criadores de South Park, Parker e Stone, deixando Nova Iorque após a noite de estreia de sua produção na Broadway em 2011, The Book of Mormon, para retornar a Los Angeles e iniciar a décima quinta temporada do seriado.
O documentário acompanha a produção do episódio de estreia da temporada, HumancentiPad, começando na quinta-feira anterior à transmissão. Parker, Stone e os produtores Anne Garefino, Vernon Chatman, Bill Hader e Susan Arneson discutem ideias para o episódio. Parker compartilha sua frustração ao baixar a última versão do iTunes e ser forçado a concordar com os extensos termos e condições do software. Essa reclamação leva a novas ideias, com Parker orientando a equipe de storyboard sobre como criar determinadas cenas. O filme abrange vários aspectos da produção, incluindo dublagem, animação, sincronização labial, comunicação com padrões e práticas, design de personagens e edição.
Na terça-feira seguinte, um dia antes da transmissão, a equipe se prepara para uma noite inteira de trabalho, com Parker e Stone ainda envolvidos na elaboração do enredo do episódio, enquanto Parker continua a trabalhar no roteiro ainda não finalizado. O episódio é concluído na manhã seguinte pouco depois das 7 horas, com o áudio e a imagem finalizados até a tarde. Em seguida, o produtor supervisor Frank C. Agnone II leva a fita mestra para uma instalação de transmissão via satélite próxima, de onde é enviada para a Comedy Central em Nova Iorque horas antes da transmissão nacional.

## Recepção
6 Days to Air recebeu críticas positivas. Ramsey Isler, do IGN, afirmou que "o maior sucesso deste documentário é que ele oferece uma visão pessoal das vidas profissionais bizarras de dois dos mais bem-sucedidos criativos da indústria do entretenimento". Neil Genzlinger, do The New York Times, opinou que "há quase tantas risadas no documentário quanto em um episódio real de South Park". Harry Sawyers, do Gizmodo, destacou a intensa ética de trabalho que impulsiona o ciclo de produção acelerado do seriado, afirmando que "a história da gênese deste único episódio vai ressoar com qualquer pessoa que já trabalhou em uma equipe acostumada a longas horas e um ritmo implacável". Phil Dyess-Nugent, do The A.V. Club, observou que "à medida que eles ficam estressados, se isolam em seus escritórios e esquecem para que servem os pentes, você percebe o quanto eles devem amar o que estão fazendo, porque ninguém faria isso apenas pelo dinheiro, desde que já tivesse a passagem de volta para casa".
O documentário foi indicado ao prêmio Emmy na categoria de Melhor Especial de Não Ficção.